# Nathalie Becquart
Nathalie Becquart (sinh năm 1969) là một nữ tu người Pháp của Giáo hội Công giáo Rôma, thuộc dòng Nữ tu Thánh Xaviê. Từ năm 2008 đến năm 2018, Bà từng giữ nhiều chức vụ quan trọng khác nhau trong các phong trào giới trẻ Pháp và là thành viên Ủy ban Giám mục Giáo phận Nanterre của Pháp, Phó chủ tịch Cơ quan Ơn gọi châu Âu. 

## Cuộc đời
Nathalie Becquart sinh năm 1969 ở Fontainebleau. Bà tốt nghiệp HEC Paris năm 1992, chuyên ngành kinh doanh. Bà tình nguyện ở Liban trong một năm rồi làm việc ở đó hai năm với tư cách là cố vấn trong lĩnh vực tiếp thị truyền thông.
Năm 1995, Nathalie Becquart gia nhập Dòng Thánh Xaviê. Sau khi kết thúc việc học ở Marseille và trải qua hai năm tập sự, bà được gửi đi truyền giáo ba năm trong tổ chức Hướng đạo Pháp, phụ trách chương trình Plein Vent (hướng đạo trong các khu dân cư của tầng lớp lao động bình dân). Bà tiếp tục học thần học và triết học tại Trung tâm Sèvres (thuộc chủng viện Dòng Tên ở Paris) và đồng thời học môn Xã hội học tại École des hautes études en sciences sociales (Trường cao cấp xã hội học). Sơ Nathalie Becquart còn học một khóa về thần học tại Boston College.

## Hoạt động xã hội
Ngay khi gia nhập Dòng Thánh Xaviê, Becquart bắt đầu hỗ trợ những người trẻ tuổi trong Mạng lưới Thanh niên Ignatiô (hiện nay được gọi là Mạng lưới Magis). Bà là chủ tịch của hiệp hội "Life at sea, entry into prayer", tổ chức những buổi tĩnh tâm giáo dục cho những người trẻ tuổi trên thuyền buồm và tổ chức nhiều hoạt động tĩnh tâm trên du thuyền. Năm 2006, Bà trở thành tuyên úy cho các học sinh ở Créteil. Năm 2008, Hội đồng Giám mục Pháp đã bổ nhiệm bà làm phó giám đốc trung tâm chăm sóc mục vụ sinh viên. Năm 2012, Bà là giám đốc dịch vụ quốc gia về việc truyền giáo cho người trẻ và ơn gọi. Bà đã tham gia vào việc chuẩn bị cho thượng hội đồng giám mục về "Người trẻ, đức tin và sự phân định nghề nghiệp", cả ở Pháp và ở Rôma. Bà được bổ nhiệm làm điều phối viên chung của thượng hội đồng giới trẻ vào tháng 3 năm 2018 và đồng thời kiêm nhiệm công việc một kiểm toán viên cho Đại hội đồng Thường kỳ lần thứ mười lăm của Thượng Hội đồng Giám mục về giới trẻ vào tháng 10 năm 2018.

## Hội đồng giám mục
Ngày 6 tháng 2 năm 2021, Bà được Giáo hoàng Phanxicô bổ nhiệm làm Phó Tổng Thư ký Thượng Hội đồng các Giám mục thế giới. Đây là lần đầu tiên một phụ nữ được bổ nhiệm vào vị trí này và có quyền bỏ phiếu trong các phiên họp của Thượng Hội đồng Giám mục như các thành viên chính thức khác. Đây là một việc rất mới lạ vì theo các điều khoản của giáo luật Công giáo đang được lưu hành hiện nay về công việc điều hành Thượng Hội đồng Giám mục, chỉ có các giáo sĩ, cụ thể là phó tế, linh mục hoặc giám mục mới được là thành viên cũng như có quyền bỏ phiếu khi họp Thượng Hội đồng. Trước đó, vào năm 2019, bà được bổ nhiệm làm cố vấn cho Thượng hội đồng Giám mục nên đã tích lũy được nhiều kinh nghiệm ở đây.

## Tác phẩm
Nathalie Becquart là tác giả của các tác phẩm:
- 100 prayers to weather the storm, Paris, Salvator, coll.  "100 prayers". Tháng 10 năm 2012 (ISBN 978-2706709593);
- The evangelization of young people, a challenge, Paris, Salvator. Tháng 5 năm 2013 (ISBN 978-2706710209);
- Religious, why?  Paris, Salvator. Tháng 3 năm 2017, 144 trang. (ISBN 978-2706714801);
- The spirit renews everything, Paris, Salvator. Tháng 2 năm 2020.